# Rhinobothryum lentiginosum
Rhinobothryum lentiginosum är en ormart som beskrevs av Scopoli 1785. Rhinobothryum lentiginosum ingår i släktet Rhinobothryum och familjen snokar. Inga underarter finns listade i Catalogue of Life.
Denna orm förekommer i Sydamerika i norra Brasilien, i regionen Guyana och i angränsande regioner av Venezuela, Colombia, Ecuador, Peru och Bolivia. Arten lever i låglandet och i kulliga områden upp till 400 meter över havet. Habitatet utgörs av regnskogar och av andra fuktiga skogar. Arten äter främst ödlor och den klättrar i träd. Honor lägger ägg.
För beståndet är inga hot kända. Hela populationen anses vara stabil. IUCN listar arten som livskraftig (LC).